# Biagio Conte (Radsportler)
Biagio Conte (* 7. April 1968 in Palermo) ist ein ehemaliger italienischer Radrennfahrer.

## Sportliche Laufbahn
1991 startete Biagio Conte bei den Straßenweltmeisterschaften und belegte im Straßenrennen der Amateure Rang 53, und er gewann eine Etappe der Internationalen Friedensfahrt. 1994 gewann er die Trofeo Papà Cervi. 1996 bekam er bei Scrigno-Gaerne seinen ersten Vertrag. 1999 fuhr er für Liquigas und gehörte zum Sprinterzug für Mario Cipollini. Nach einer Saison wechselte er das Team erneut, um die Chance für eigene Siege zu erhalten.
Seine größten Erfolge waren die Siege auf zwei Etappen Vuelta a España 1996 sowie bei einer Etappe des Giro d’Italia 2000. Bei der Vuelta gewann er die erste Etappe und trug anschließend zwei Tage lang das Maillot amarillo des Gesamtführenden. Darüber hinaus entschied er mehrere hochkarätige Eintagesrennen für sich. 2001 gewann er eine Etappe von Tirreno–Adriatico und zwei Etappen der Regio-Tour.

## Berufliches
Ab 2010 arbeitet Conte als Manager des Teams Liquigas, das ab 2013 den Namen Cannondale trug und 2014 sein Engagement beendete. Seitdem betreut er das italienische Juniorenteam Team Work Service Romagnano.

## Erfolge
1991
- eine Etappe Internationale Friedensfahrt

1995
- Giro del Belvedere
- Trofeo Città di Castelfidardo

1996
- zwei Etappen Vuelta a España

1997
- Gran Premio Costa degli Etruschi
- Giro dell’Etna

1998
- eine Etappe Circuit des Mines

2000
- eine Etappe Giro d’Italia

2001
- eine Etappe Tirreno–Adriatico
- zwei Etappen Regio-Tour

## Grand Tour-Platzierungen
| Grand Tour            | 1996 | 1997 | 1998 | 1999 | 2000 | 2001 | 2002 | 2002 |
| --------------------- | ---- | ---- | ---- | ---- | ---- | ---- | ---- | ---- |
| Giro d’ItaliaGiro     | –    | –    | DNF  | 87   | –    | 127  | 101  | DNF  |
| Vuelta a EspañaVuelta | DNF  | 118  | –    | –    | 122  | DNF  | –    | –    |